# Grewia palawanensis
Grewia palawanensis là một loài thực vật có hoa trong họ Cẩm quỳ. Loài này được Merr. mô tả khoa học đầu tiên năm 1912.